# Epiphyllum × floribundum
- Preporučena temperatura:  10-12°C
- Tolerancija hladnoće:   ne podnosi hladnoću
- Minimalna temperatura: 12°C
- Izloženost suncu:  treba biti na svjetlu
- Porijeklo:  Peru (Loreto)
- Potrebnost vode:   što je manje moguće vode ,treba dobru drenažu

## Vanjske poveznice
|  | Wikivrste imaju podatke o taksonu Epiphyllum × floribundum |